# گارچن
گارچن (به لاتین: Garčin) یک منطقهٔ مسکونی در کرواسی است که در شهرستان برود-پوساوینا واقع شده‌است.